# NUTS
NUTS (francuski: Nomenclature des unités territoriales statistiques - „Nomenklatura prostornih jedinica za statistiku“) je hijerarhijski sustav za identifikaciju i klasifikaciju prostornih jedinica za potrebe službene statistike u zemljama članicama Europske unije.
Ovaj sustav je 1980. godine razvio Europski ured za statistiku u Luksemburgu, s ciljem uspoređivanja regija unutar Europe. Ove teritorijalne jedinice su definirane čisto za statističke svrhe, te ne tvore nužno službene upravne jedinice. Često se grupiranjem određenih upravnih jedinica dobivaju NUTS regije, zbog broja stanovnika koji živi na području te regije.
Svaka europska zemlja dobiva abecedni kôd, slično službenom ISO 3166-1 kôdu (jedina iznimka je kôd Ujedinjenog Kraljevstva), te je podijeljena na statističke jedinice koje su strukturirane na tri razine po zemlji :
- NUTS 1 : odgovara statističkim jedinicama u kojim živi od 3 do 7 milijuna stanovnika ;
- NUTS 2 : od 800 000 do 3 000 000 stanovnika ;
- NUTS 3 : od 150 000 do 800 000 stanovnika.

Budući da sve zemlje nemaju upravne jedinice s brojem stanovništva unutar ovih granica, neke razine podijele se ne koriste, te ih čini samo jedan član po razini.
Lokalne upravne jedinice LAU 1 i LAU 2 (Local Administrative Units, LAU), koje su prije označavane kao NUTS 4 i NUTS 5, sastavni su dio NUTS regija.

## Nepravilnosti
Iako Nomenklatura prostornih jedinica za statistiku Europske unije definira NUTS-1 regiju područjem između 3 i 7 milijuna stanovnika, dok regiju NUTS-2 definira kao područje između 800 000 i 3 milijuna stanovnika, postoje određena odstupanja. Npr. regija Île-de-France u Francuskoj s 11,3 milijuna stanovnika, se smatra NUTS-2 regijom, dok se pokrajina Bremen u Njemačkoj s 662 000 stanovnika, smatra NUTS-1 regijom.

## Tablica
U ovoj tablici nalaze se NUTS regije u zemljama Europske unije, te Švicarskoj.
| Zemlja                 | Zemlja | NUTS1 | NUTS2 | NUTS3 | 1. razina (NUTS1)                                                                | 2. razina (NUTS2)                                                                       | 3. razina (NUTS3) |
| ---------------------- | ------ | ----- | ----- | ----- | -------------------------------------------------------------------------------- | --------------------------------------------------------------------------------------- | --- |
| Austrija               | AT     | 3     | 9     | 35    | 3 skupine saveznih država                                                        | 9 saveznih država (Bundesländern)                                                       | 35 skupina okruga ili statutornih gradova (Gruppen von Politischen Bezirken order Statutarstädte) |
| Belgija                | BE     | 3     | 11    | 43    | 2 federalne regije (gewesten / régions)                                          | 10 pokrajina (provincies / provinces)                                                   | 42 okruga (arrondissementen / arrondissements) |
| Belgija                | BE     | 3     | 11    | 43    | 1 regija glavnog grada (kapitalgewest / région-capitale) : Briselska regija      | 1 regija glavnog grada                                                                  | 1 regija glavnog grada |
| Danska                 | DK     | 1     | 1     | 15    | —                                                                                | — (5 regija od 2007.)                                                                   | 13 županija (amter) ; 1 skupina dvije posebne općine ; 1 regionalna općina |
| Finska                 | FI     | 2     | 6     | 20    | 1 kontinentalni (Manner-Suomi) teritorij: Ahvenanmaa/Fasta Finland               | 5 pokrajina (Suuralueet / Storområden)                                                  | 19 regija (Maakunnat / Landskap) |
| Finska                 | FI     | 2     | 6     | 20    | 1 autonomni (Manner-Suomi) teritorij: Ålandski Otoci                             | 1 autonomna pokrajina (Suuralueet / Storområden)                                        | 1 regija (Maakunnat / Landskap) |
| Francuska              | FR     | 9     | 26    | 100   | 8 ZEAT-a (zones économiques d’aménagement du territoire) u kontinentalnom dijelu | 21 regija (régions) u kontinentalnom dijelu                                             | 94 departmana (départements) u kontinentalnom dijelu |
| Francuska              | FR     | 9     | 26    | 100   | 8 ZEAT-a (zones économiques d’aménagement du territoire) u kontinentalnom dijelu | 1 teritorijalna zajednica (collectivité territoriale) u kontinentalnom dijelu : Korzika | 2 departmana u kontinentalnom dijelu |
| Francuska              | FR     | 9     | 26    | 100   | 1 ZEAT (zones économiques d’aménagement du territoire) u prekomorskom dijelu     | 4 prekomorske regije (régions d’outre-mer)                                              | 4 prekomorska departmana (départements d’outre-mer) |
| Grčka                  | GR     | 4     | 13    | 51    | 4 razvojne regije (skupine periferija)                                           | 13 periferija (periferies)                                                              | 51 prefektura (nomoi) |
| Irska                  | IE     | 1     | 2     | 8     | —                                                                                | 2 regije (regions)                                                                      | 8 regija regionalne vlasti (regional authority regions) |
| Italija                | IT     | 5     | 20    | 110   | 5 skupina regija (gruppi di regioni)                                             | 20 regija (regioni)                                                                     | 110 pokrajina (provincie) |
| Luksemburg             | LU     | 1     | 1     | 1     | —                                                                                | —                                                                                       | — |
| Nizozemska             | NL     | 4     | 12    | 40    | 4 teritorija (landsdelen)                                                        | 12 pokrajina (provincies)                                                               | 40 COROP regija (COROP regio’s) |
| Njemačka               | DE     | 16    | 41    | 439   | 16 saveznih pokrajina (Länder)                                                   | 41 upravni okrug (Regierungsbezirke)                                                    | 439 distrikta (Kreise) ili gradova distrikta |
| Portugal               | PT     | 3     | 7     | 32    | 1 kontinentalni teritorij (continente)                                           | 5 regija (comissões de coordenação regional)                                            | 30 podregija (Grupos de Concelhos) |
| Portugal               | PT     | 3     | 7     | 32    | 2 otočna teritorija Azori i Madeira                                              | 2 autonomne otočne regije (regiões autónomas)                                           | 2 autonomne otočne regije (regiões autónomas) |
| Španjolska             | ES     | 7     | 19    | 52    | 7 skupina autonomnih zajednica (agrupación de comunidades autónomas)             | 17 autonomnih zajednica (comunidades autónomas)                                         | 50 pokrajina (provincias) |
| Španjolska             | ES     | 7     | 19    | 52    | 7 skupina autonomnih zajednica (agrupación de comunidades autónomas)             | 2 autonomna grada (ciudades autónomas) : Ceuta i Melilla                                | 2 autonomna grada (ciudades autónomas) |
| Švedska                | SE     | 1     | 8     | 21    | —                                                                                | 8 regija (riksområden)                                                                  | 21 županija (län) |
| Ujedinjeno Kraljevstvo | UK     | 12    | 37    | 133   | 9 regija (government office regions) u 1 sastavnoj državi : Engleska             | 30 skupina grofovija (counties) ; Veliki London (Inner and Outer London)                | 93 više vlasti ili skupine niže vlasti (upper tier authorities or groups of lower tier authorities) : skupine grofovija, unitarne vlasti ili okruzi (counties, unitary authorities or districts))                                                |
| Ujedinjeno Kraljevstvo | UK     | 12    | 37    | 133   | 1 sastavna država : Wales                                                        | 2 skupine unitarne vlasti (groups of unitary authorities)                               | 12 unitarnih vlasti ili skupina niže unitarne vlasti (unitary authorities or groups of lower tier authorities) : skupine grofovija, grofovijskih općina, ili gradova (counties, county boroughs, or cities)                                      |
| Ujedinjeno Kraljevstvo | UK     | 12    | 37    | 133   | 1 sastavna država : Škotska                                                      | 4 skupine unitarne vlasti (groups of unitary authorities)                               | 23 unitarne vlasti ili skupina unitarne vlasti (unitary authorities) : područja unitarnog vijeća (unitary council areas) |
| Ujedinjeno Kraljevstvo | UK     | 12    | 37    | 133   | 1 sastavna država : Sjeverna Irska                                               | —                                                                                       | 5 skupina unitarne vlasti (unitary authorities) : okružna vijeća ili skupina okružnih vijeća (okruzi, općine, gradovi okruzi, gradovi) (council of districts (District Councils, Borough Councils, City & District Councils, and City Councils)) |
| UE-15                  | UE-15  | 72    | 214   | 1 098 | EU do prosinca 2003.                                                             | EU do prosinca 2003.                                                                    | EU do prosinca 2003. |
| Cipar                  | CY     | 1     | 1     | 1     | —                                                                                | —                                                                                       | — |
| Češka                  | CZ     | 1     | 8     | 14    | 1 území                                                                          | 8 oblasti (oblasti)                                                                     | 14 krajeva (kraje) |
| Estonija               | EE     | 1     | 1     | 5     | —                                                                                | —                                                                                       | 5 skupina županija (maakond) |
| Latvija                | LV     | 1     | 1     | 4     | —                                                                                | —                                                                                       | 4 regije (reģioni) |
| Litva                  | LT     | 1     | 1     | 10    | —                                                                                | —                                                                                       | 10 zajednica općina (apskritys) |
| Mađarska               | HU     | 3     | 7     | 20    | 3 skupine statističkih regija (statisztikai nagyrégiók)                          | 7 gospodarsko-statističkih regija (tervezési-statisztikai régiók)                       | 19 županija (megyék), 23 županijska grada (Megyei jogú városok) ; 1 glavni grad : Budimpešta |
| Malta                  | MT     | 1     | 1     | 2     | —                                                                                | —                                                                                       | 2 skupine (gzejjer) lokalnih vijeća : Malta, Gozo |
| Poljska                | PL     | 6     | 16    | 45    | 6 regija (regiony)                                                               | 16 vojvodstava (województwa)                                                            | 45 skupina (podregiony) okruga (powiat) |
| Slovačka               | SK     | 1     | 4     | 8     | —                                                                                | 4 oblasti (oblasti)                                                                     | 8 krajeva (kraje) |
| Slovenija              | SV     | 1     | 1     | 12    | —                                                                                | —                                                                                       | 12 statističkih regija (statistične regije) |
| UE-25                  | UE-25  | 89    | 255   | 1 221 | EU do prosinca 2006.                                                             | EU do prosinca 2006.                                                                    | EU do prosinca 2006. |
| Bugarska               | BG     | 2     | 6     | 28    | 2 gospodarske regije                                                             | 6 planskih regija                                                                       | 28 oblasti (oбласти) |
| Rumunjska              | RO     | 1     | 8     | 42    | —                                                                                | 8 razvojnih regija                                                                      | 41 županija (judeţe) ; 1 općina (municipe) : Bukurešt |
| UE-27                  | UE-27  | 92    | 269   | 1 291 | EU od 2007.                                                                      | EU od 2007.                                                                             | EU od 2007. |
| Švicarska              | CH     | 1     | 7     | 26    | —                                                                                | 7 gospodarskih regija                                                                   | 26 kantona (Kanton ; canton ; cantoni) |

## Vanjske poveznice
- Prijedlog projekta Nomenklatura prostornih jedinica za statistiku  Arhivirana inačica izvorne stranice od 29. rujna 2007. (Wayback Machine)
- NUTS razine i nacionalne upravne jedinice  Arhivirana inačica izvorne stranice od 9. veljače 2008. (Wayback Machine) — Eurostat
- NUTS statističke regije Europe  Arhivirana inačica izvorne stranice od 20. siječnja 2008. (Wayback Machine) — Eurostat
- Popis NUTS kodova  Arhivirana inačica izvorne stranice od 4. srpnja 2007. (Wayback Machine) — EU